# Sjamil Abdurachimov
Sjamil Abdurachimov (ryska: Шамиль Абдурахимов),  född 2 september 1981 i Machatjkala, är en rysk MMA-utövare som sedan 2015 tävlar i organisationen Ultimate Fighting Championship.